# 2022年亞洲七人欖球系列賽誤播國歌事件
2022年亞洲七人欖球系列賽誤播國歌事件是2022年11月13日，亞洲七人欖球系列賽南韓站，主辦方將《願榮光歸香港》作為「香港國歌」（the Hong Kong national anthem）播放的事件，香港特區政府對此表示不满，隨後主辦方致歉並保證類似情況不會再次發生。

## 事件
《韓國時報》在11月15日報導指事件的起因是主辦單位一直沒有收到香港代表隊提交的國歌，當地職員惟有自行從互聯網上的搜尋器找尋國歌，並參考置頂的資料下載《願榮光歸香港》。同日稍後，亞洲欖球總會稱負責播放國歌的職員是實習生，相信播錯國歌僅是單純的人為錯誤。亞洲橄欖球總会强调，实习生和该会都没有政治动机。香港榄球总会接受事件属无意错误，并表明如再有同类错误发生，港队会立即退赛。後來亚洲橄榄球总会会长亲身赴港会见港府官員致歉。香港奥委会要求所有体育代表队日后须即场制止错误國歌的播放。

## 反應
香港榄球总会、亚洲橄榄球总会、中国香港体育协会暨奥林匹克委员会发表声明均表示强烈不满。香港行政会议召集人、新民党主席叶刘淑仪表示，警方应调查是否有人在港犯下分裂国家罪，将有关反修例歌曲传送至主办单位，并建议警方要求韩国方面协助调查。全國港澳研究會理事黃梓謙表示，主辦機構將一首與分裂國家有密切關連的歌曲，錯誤當作中國國歌播放，在國際體育賽事上嚴重損害國家尊嚴，亦是對運動員的極大侮辱，對此表達強烈不滿，並對因不專業導致的錯誤深感遺憾。形容“體育歸體育，香港既不能接受因工作人員不專業犯下的錯誤，堅決反對也不會接受別有用心人士，透過體育賽事搞政治動作，宣示分裂國家信息”。港区全国人大代表、民建联副主席陈勇表示，要调查清楚是否有蓄意成分。民建聯及工聯會均質疑事件是有人刻意挑起事端，工聯會更要求外交部駐港特派員公署介入事件。立法会议员霍启刚表示，对于主办方前线人员擅自上网下载歌曲播放感到非常震惊。另一名議員何君堯也对相关行为表示批评。另外香港足球总会主席贝钧奇表示强烈要求主办机构必须彻底查出错始末，亦有市民团体自发前往韩国驻香港总领事馆抗议。
港協暨奧委會亦發指引，若賽事期間發現播錯國歌，運動員和領隊應以「Ｔ」字手勢示意反對和更正。主辦機構沒立即糾正下，全體隊員須要離場。到11月21日，警方國家安全處拘捕一名中年速遞員，涉嫌轉載南韓在欖球賽誤將反修例歌曲當作國歌播放的片段，被指在Instagram、Facebook和Twitter「作出具煽動意圖的作為」。

## 後續
事件被指與互聯網搜尋器的演算法有關，引起建制派和香港政府高層的注意，要求Google搜尋器在搜尋「香港國歌」時顯示正確的結果。11月30日，在銅鑼灣時代廣場的Google香港辦事處，建制派議員李梓敬帶同抗議信到場示威，要求Google刪除《願榮光歸香港》及將《義勇軍進行曲》放到最高，但Google方面無人接信，李梓敬只好把他的信件放在接待處後離開。有網絡專家提出可向Google公司繳交廣告費便可將《義勇軍進行曲》在搜尋結果置頂，政府內部討論時亦有意見認為搜尋結果的顯示次序可透過支付廣告費解決，但政府領導層宣稱Google有責任移除《願榮光歸香港》及將《義勇軍進行曲》置頂，表明不會向Google公司支付廣告費。特首李家超表示，國歌代表國家的民族尊嚴和感情，強調展示正確國歌資訊是“大是大非和道德問題”。不過其後保安局長鄧炳強指Google已拒絕港府要求，認為解釋是「推脫之詞」，「令人難以置信」。12月15日，《星島日報》在專欄引述政府消息人士稱香港對於Google公司只是一個很細小的市場，該公司在香港只有銷售及巿場推廣部，香港的職員表示他們無能力處理港府提出的要求，而港府去信Google公司的總部，但回覆的都是低級職員。法新社向Google公司查詢港府要求操控搜尋結果之事，Google公司於12月15日回應稱：「Google每天都要處理數以十億計的關鍵字詞查詢，因此我們建立了排名系統，以自動顯示相關、高品質和有用的資訊」，Google還表示「不會人為操控」網路自然排名，此回應被外界認為是Google拒絕配合中國官方的網路言論審查及人為操控輿論的做法。12月20日，全國政協委員楊莉珊發文要求港府拘捕Google公司的香港負責人，直到Google刪除《願榮光歸香港》及把《義勇軍進行曲》置頂才考慮放人，港府則表示會重新設計國歌網頁及利用關鍵字提高點擊率以操控搜尋器的搜尋結果排序，但繼續抨擊Google推卸將《義勇軍進行曲》置頂的責任。